# Холиок (тауншип, Миннесота)
Холиок (англ. Holyoke) — тауншип в округе Карлтон, Миннесота, США. На 2000 год его население составило 179 человек.

## География
По данным Бюро переписи населения США площадь тауншипа составляет 98,4 км², из которых 98,2 км² занимает суша, а 0,2 км² — вода (0,18 %).

## Демография
По данным переписи населения 2000 года здесь находились 179 человек, 82 домохозяйства и 47 семей. Плотность населения — 1,8 чел./км². На территории тауншипа расположено 140 построек со средней плотностью 1,4 построек на один квадратный километр. Расовый состав населения: 98,88 % белых, 0,56 % коренных американцев и 0,56 % приходится на две или более других рас.
Из 82 домохозяйств в 24,4 % воспитывались дети до 18 лет, в 48,8 % проживали супружеские пары, в 4,9 % проживали незамужние женщины и в 41,5 % домохозяйств проживали несемейные люди. 36,6 % домохозяйств состояли из одного человека, при том 8,5 % из — одиноких пожилых людей старше 65 лет. Средний размер домохозяйства — 2,18, а семьи — 2,88 человека.
21,2 % населения — младше 18 лет, 4,5 % — в возрасте от 18 до 24 лет, 30,7 % — от 25 до 44, 31,8 % — от 45 до 64, и 11,7 % — старше 65 лет. Средний возраст — 42 года. На каждые 100 женщин приходилось 110,6 мужчин. На каждые 100 женщин старше 18 приходилось 120,3 мужчин.
Средний годовой доход домохозяйства составлял 41 563 доллара, а средний годовой доход семьи — 52 500 долларов. Средний доход мужчин — 38 542 доллара, в то время как у женщин — 27 083. Доход на душу населения составил 19 805 долларов. За чертой бедности не находилась ни одна семья и 7,7 % всего населения тауншипа, из которых 11,1 % старше 65 лет.